# Aula Magna

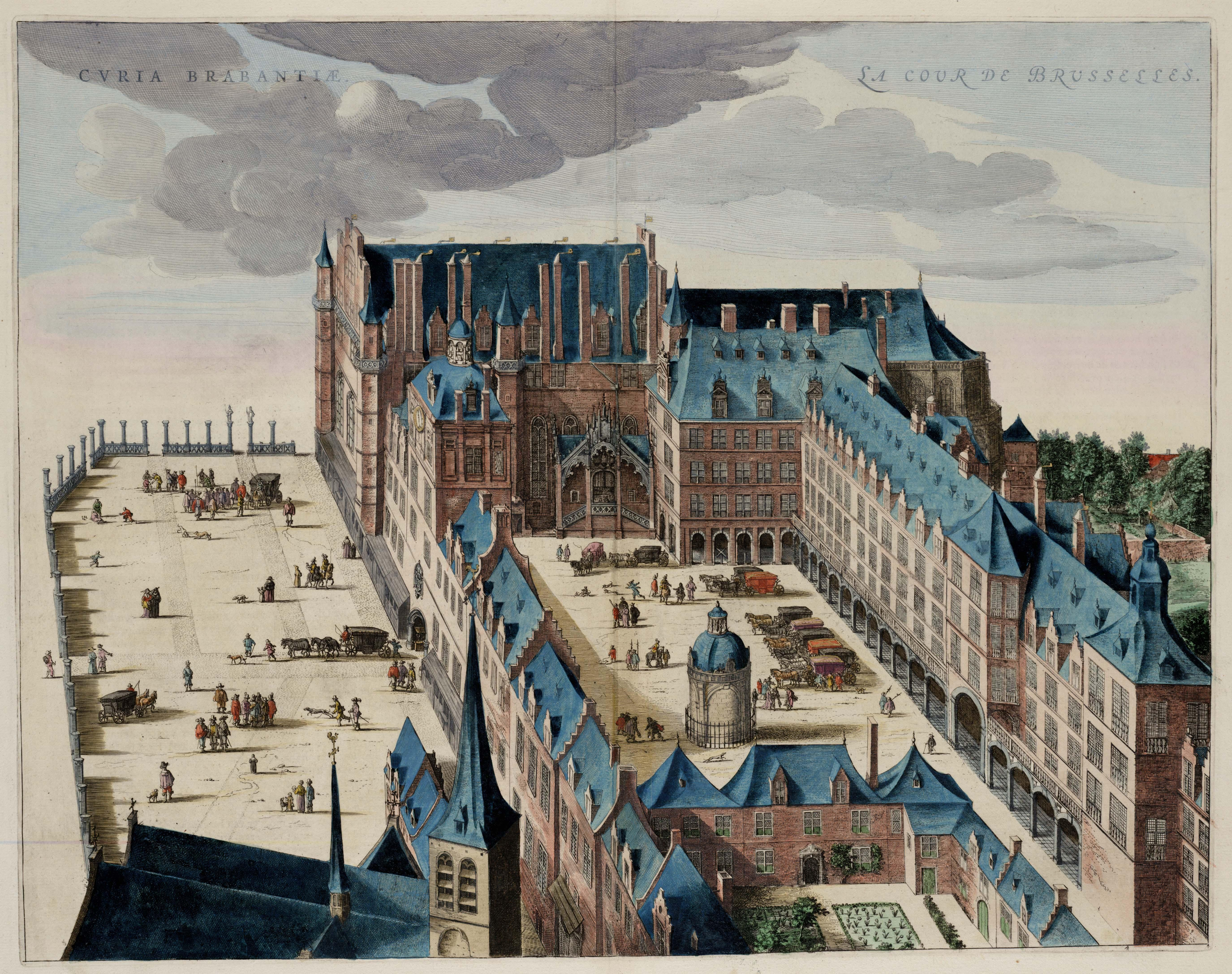
Het Koudenbergpaleis met linksboven de Aula Magna

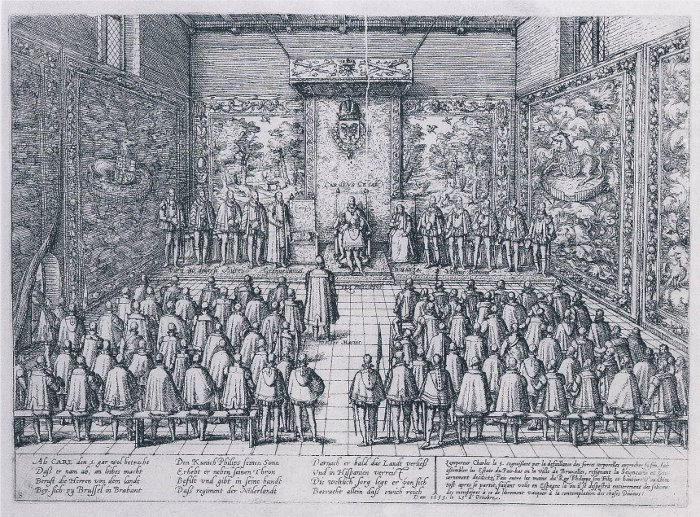
Troonsafstand van Keizer Karel V in de Aula Magna

De Aula Magna, Latijn voor grote zaal, was in Brussel een monumentale ruimte in het Paleis op de Koudenberg voor plechtige bijeenkomsten en festiviteiten.

## Geschiedenis
De bouw vond plaats tussen 1452 en 1460 en werd bekostigd door de stadskas. Het Brusselse stadsbestuur wilden hertog Filips de Goede ertoe bewegen om van de stad zijn vaste residentie te maken, wat ook grotendeels lukte. Dat dit resultaat niet vooraf verworven was, mag blijken uit het gelijkaardige initiatief van de Rijselaars, die met veel minder gevolg de bouw van een volledig nieuw paleis sponsorden (het Palais Rihour, 1454-1470).
Een lastenboek van 27 mei 1452 wees de metselwerken toe aan stadsbouwmeester Willem de Voghel. De zaal, met hoog aangebrachte spitsboogvensters en niet minder dan 22 schoorstenen, was door een staatsietrap met het binnenplein van het paleis verbonden en gaf via twee grote deuren uit op de hofkapel (aangevat in 1522). Het indrukwekkende gewelf overspande een binnenruimte van 40 bij 16,3 meter, zonder dragende zuilen. Meer dan duizend personen konden in 1555 de troonsafstand van Karel V bijwonen in de zaal.
In de Aula Magna vonden ceremoniële plechtigheden plaats alsook prachtige festiviteiten onder de Bourgondische hertogen en de latere vorsten van de Zuidelijke Nederlanden. Belangrijke gebeurtenissen die er plaatsvonden zijn onder meer:
- 1461: ontvangst van een hoge oosterse delegatie, geleid door de patriarch van Antiochië
- 1465: eerste vergadering van de Staten-Generaal
- 1515: ontvoogding van keizer Karel V
- 1530: aanstelling van Maria van Hongarije tot landvoogdes
- 1555: abdicatie van keizer Karel, waardoor hij zijn Nederlandse gebieden overdroeg aan zijn zoon Filips II
- 1566: huwelijk van Alexander Farnese, dat de achtergrond vormde voor het overhandigen van het Smeekschrift der Edelen aan Margaretha van Parma

De zaal leed grote schade bij de verwoestende paleisbrand van 1731. De buitenmuren stonden nog overeind, maar na enkele decennia werd de ruïne afgebroken (1774) om plaats te maken voor het Koningsplein en het Hôtel de Grimbergen.

## Overblijfselen
Opgravingen die begonnen zijn in de jaren tachtig van de twintigste eeuw, hebben de fundamenten van de site kunnen blootleggen, alsook de kelders onder de Aula Magna, die dienstdeden als keukens en voorraadruimtes. In 1995-2000 vonden archeologen onder Pierre Bonenfant de nagenoeg intacte vloer van de zaal terug (witte en blauwe hardsteen in dambord). De 500 tegels werden op veertien paletten gestockeerd onder het viaduct van Oudergem, waar ze in 2003 verdwenen.
Bezoekers kunnen onder meer de grote schoorsteen van de keuken bezichtigen en de trappen naar de torens, waarop sluitstenen met het embleem van Filips de Goede zijn aangebracht.

## Varia
Naar aanleiding van de Wereldtentoonstelling van 1935 werd de wijk van het Hof van Brussel uit het begin van de 18de eeuw, inclusief de Aula Magna, op ware grootte nagebouwd op het plateau van de Heizel. Architect Paul Saintenoy maakte gedetailleerde reconstructieplannen.